# Spiel in Monte Carlo
Spiel in Monte Carlo ist ein französischer Spielfilm aus dem Jahre 1935 von Jacques Feyder. 

## Handlung
Die Côte d’Azur im Jahre 1924. Louise und ihr Gatte Gaston führen in Monte Carlo die kleine Pension Mimosas. Die meisten ihrer Gäste sind glücklose Spieler, die sich im nahe gelegenen Casino um ihre Ersparnisse gebracht haben. Rührend kümmern sich Louise und Gaston um den kleinen Pierre, dessen Vater derzeit eine Haftstrafe verbüßt. Als dieser früher als erwartet aus dem Gefängnis entlassen wird, nimmt er seinen Sohn wieder zu sich und zieht mit ihm nach Paris.
Zehn Jahre sind nun vergangen, doch Pierre hält noch immer den Kontakt mit seinen „Adoptiveltern“ – vor allem, weil er ständig Geldsorgen hat. In Paris ist Pierre nämlich in üble Kreise geraten und hält sich mit windigen Schiebereien über Wasser. Louise reist daraufhin nach Paris, um nach dem rechten zu sehen. Vor allem der Spielhallenbetreiber Romani ist sehr schlecht auf Pierre zu sprechen, da der junge Mann ihm seine halbseidene Freundin Nelly – auch nicht gerade ein Kind von Traurigkeit – ausgespannt hat. Daraufhin lässt Romani Pierre verprügeln. Louise kann daraufhin Pierre davon überzeugen, mit ihr nach Monte Carlo zurückzukehren und dort eine Stellung in der Pension anzunehmen.
Als Nelly in der Pension Mimosas auftaucht, verkomplizieren sich die Dinge. Nelly ist ein ziemliches Luder, sie stiehlt und betrügt und wickelt den verliebten Pierre um ihren Finger. Louise sieht in der jungen Frau vor allem eine Konkurrentin um die Gunst „ihres“ Pierre. Bald entwickelte sich ihre Eifersucht zu einer regelrechten Rivalität. Nelly versucht mit allen Mitteln, Pierre wieder aus der Pension fortzulocken und droht, mit ihren Methoden Erfolg zu haben. Daraufhin benachrichtigt Louise die üble Type Romani, damit dieser Nelly wieder zu sich hole. Tatsächlich kommt er sofort, und sie folgt ihm zurück nach Paris.
Pierres labiler Charakter und seine leicht zu beeinflussende Persönlichkeit sind die Gründe, weshalb er der Versuchung nicht widerstehen kann, im Casino von Monte Carlo sein Glück zu versuchen. Rasch verzockt er Geld – das ihm nicht gehört. Wieder versucht Louise, ihn aus seiner selbstverschuldeten Malaise zu retten. Sie nimmt ihr eigenes Geld und wird selbst zur Zockerin. Tatsächlich gewinnt sie und versucht mit dem gewonnenen Geld Pierre zu helfen. Doch Louise kommt zu spät, Pierre hat Gift genommen und liegt im Sterben. Im Fieberwahn kann er Louise nicht mehr von Nelly unterscheiden und gibt ihr einen Abschiedkuss. Aus Liebe zu ihrem Adoptivsohn tut Louise so, als sei sie Nelly und diese zu ihm zurückgekehrt.

## Produktionsnotizen
Spiel in Monte Carlo wurde im Sommer / Herbst 1934 gedreht und am 18. Januar 1935 in Paris uraufgeführt. In Deutschland lief der Film erst nach dem Zweiten Weltkrieg an.
Die Filmbauten schuf Lazare Meerson, Marcel Carné diente Feyder als einer von zwei Regieassistenten.
Spiel in Monte Carlo wurde 1937 mit dem japanischen Kinema-Jumpō-Preis ausgezeichnet.

## Kritiken
Reclams Filmführer schrieb: „Neben La kermesse héroique war dies Feyders größter Tonfilmerfolg. Er hat die wirkungsvoll, düster fatalistische Geschichte in sorgfältigem Realismus in Szene gesetzt. Die Charaktere sind plastisch gezeichnet, das Milieu ist exakt getroffen. Den düsteren Grundton der Handlung und die atmosphärische Milieuschilderung findet man später wieder in den Filmen Carnés, der auch bei diesem Film Feyder assistierte.“
Für Kay Wenigers Das große Personenlexikon des Films waren Feyders gefeierte Inszenierungen Le grand jeu und Pension Mimosas „sozial engagierte Gesellschaftsbetrachtungen mit fatalistisch-pessimistischen Grundtendenzen.“
Georges Sadoul analysierte Pension Mimosas genau: „Dieser Film, der bis heute jung geblieben ist, beschreibt gewisse Gesellschaftsschichten, die vom Spiel leben: die Croupiers von Monte Carlo und das Pariser „Milieu“, aber auch die trübe Liebe einer modernen Phädra (Françoise Rosay) zu ihrem Adoptivsohn (Paul Bernard). Alle sozialen Typen sind meisterhaft gezeichnet, ebenso die verschiedenen Milieus, die Hauptakteure des Dramas: eine Familienpension für Spieler, die Kasinohalle, die Schule der Croupiers, eine üble Vorstadtschenke. Der Film geht schlecht aus: das Geld, das beim Roulette gewonnen wurde, um einen Entgleisten zu retten, verhindert nicht seinen Selbstmord. Aber jede „Lösung“ wäre konventionell gewesen, und welche Größe, von der Leidenschaft abgesehen, hätte Feyder seinen Gestalten verleihen können, den Verwandten jener, die Vigo on „A Propos de Nice“ gebrandmarkt und lächerlich gemacht hatte.“
Das Lexikon des Internationalen Films befand: „Feyders Film gehört zu den filmhistorisch nicht unbedeutenden Vorläufern des neuen „poetischen Realismus“, den dann Carné kultivierte, der hier Assistent war. Große Sorgfalt beim Dekor und strenge Sorgfalt bei der Montage, etwa bei den Casinoszenen, geben dem Film eine große innere Spannung.“